# Декартов лист
Декартов лист је алгебарска крива дефинисана једначином:
{\displaystyle x^{3}+y^{3}-3axy=0\,}.
Параметар {\displaystyle 3a} представља дијагоналу квадрата, чија страна је једнака највећој дужини петље (погледати слику).

## Једначине
Декартов лист у правоугаоном систему је:
{\displaystyle \textstyle x^{3}+y^{3}=3axy}
а у поларним координатама је:
{\displaystyle r={\frac {3a\sin \theta \cos \theta }{\sin ^{3}\theta +\cos ^{3}\theta }}.}
У параметарском облику могу да се напишу као:
{\displaystyle x={{3ap} \over {1+p^{3}}},\,y={{3ap^{2}} \over {1+p^{3}}}}.

## Својства
- Ос исметрије криве је права {\displaystyle OA} је једначина :{\displaystyle y=x}.
- Тачка A назива се врхом, а њене координате су:{\displaystyle \left({\frac {3a}{2}},{\frac {3a}{2}}\right)}.
- Асимптота је права {\displaystyle UV}, чија једначина је: {\displaystyle x+y+a=0}.
- Површина затворене области је{\displaystyle \textstyle S_{1}={\frac {l^{2}}{3}}={\frac {3}{2}}a^{2}}
- Површина између криве и асимптоте је {\displaystyle \textstyle S_{1}={\frac {3}{2}}a^{2}}

## Закренути Декартов лист
Декартов лист може да се закрене ротацијом за {\displaystyle 135^{\circ }}, па се тада добија закренути Декартов лист, чија је једначина у Декартовом систему:
{\displaystyle y=\pm x{\sqrt {\frac {l+x}{l-3x}}}}, где {\displaystyle l={\frac {3a}{\sqrt {2}}}}
- Параметарски облик закренутога листа је:

{\displaystyle x=l{\frac {t^{2}-1}{3t^{2}+1}},\ y=l{\frac {t(t^{2}-1)}{3t^{2}+1}}}
- Поларни приказ закренутога листа је:

{\displaystyle \rho ={\frac {l\left(\sin ^{2}\varphi -\cos ^{2}\varphi \right)}{\cos \varphi \left(\cos ^{2}\varphi +3\sin ^{2}\varphi \right)}}}

## Извод закренутога листа
Извод закренутога Декартовога листа почињемо тако да најпре изведемо ротацију за {\displaystyle \alpha ={\frac {-3\pi }{4}}}, па је 
{\displaystyle \textstyle x=-u\cos \alpha -v\sin \alpha }
{\displaystyle \textstyle y=-u\sin \alpha +v\cos \alpha }, или
{\displaystyle \textstyle x=-{\frac {u}{\sqrt {2}}}-{\frac {v}{\sqrt {2}}}}
{\displaystyle \textstyle y=-{\frac {u}{\sqrt {2}}}+{\frac {v}{\sqrt {2}}}}.
После замене старих координата новима добија се:
{\displaystyle v^{2}={\frac {u^{2}}{3}}{\frac {3a+u{\sqrt {2}}}{a-u{\sqrt {2}}}}}.
Уводимо параметар {\displaystyle l={\frac {3a}{\sqrt {2}}}}, па се увршавајући у последњу једначину добија:
{\displaystyle v^{2}=u^{2}{\frac {l+u}{l-3u}}}
или
{\displaystyle v=\pm u{\sqrt {\frac {l+u}{l-3u}}}}.
Заменимо ли u и v са x и y добија се Декартов лист у новим координатама:
{\displaystyle y=\pm x{\sqrt {\frac {l+x}{l-3x}}}}
Прелазимо у поларни систем следећом заменом:
{\displaystyle x=\rho \cos \varphi ,\ y=\rho \sin \varphi }
тако да добијамо:
{\displaystyle \rho \sin \varphi =\rho \cos \varphi {\sqrt {\frac {t+\rho \cos \varphi }{t-3\rho \cos \varphi }}}}.
Решавајући једначину по {\displaystyle \rho } добијамо:
{\displaystyle \rho ={\frac {l\left(\sin ^{2}\varphi -\cos ^{2}\varphi \right)}{\cos \varphi \left(\cos ^{2}\varphi +3\sin ^{2}\varphi \right)}}}.